# Неизвестный в доме
«Неизвестный в доме» (фр. L'Inconnu dans la maison) — французский кинофильм, снятый по одноимённому роману Жоржа Сименона.

## Сюжет
Известный адвокат Жак Лурса (Жан-Поль Бельмондо) вот уже десять лет как отошёл от дел. Причиной этому стало самоубийство его жены. Оставшись с дочерью Изабель и экономкой в своём большом особняке, адвокат проводит все свои дни в своей заваленной книгами комнате с бутылкой вина, лишь два раза в неделю отлучаясь в местный бордель. Однажды, вернувшись ночью домой, он слышит выстрел и, поднявшись на второй этаж, находит в одной из комнат смертельно раненого молодого человека, который умирает на его глазах. Убитый оказывается безработным торговцем наркотиками по имени Жоэль Клоарек. Пистолет, из которого он был убит, полиция обнаруживает у друга Изабель, Маню, продавца пластинок. Его арестовывают по подозрению в убийстве, а мэтр Лурса, чувствуя, что полиция идёт по ложному следу, берётся защищать Маню в суде. Постепенно во время судебных слушаний вырисовывается совсем иная картина происшедшего, и круг подозреваемых расширяется…

## В ролях
- Жан-Поль Бельмондо
- Кристиана Реали
- Женевьева Паж